# THE CHANGING SAME
THE CHANGING SAME（中譯：平井堅的歲月）是日本男歌手平井堅的第三張原創專輯，日本地區於2000年6月21日發行。發行首周空降Oricon日本公信榜冠軍，加上再發版（2000年10月1日Sony Music DefSTAR Records發行）登場回數68周，總銷量超過126萬張，獲得日本唱片協會百萬唱片認證。

## 解説
- 距離上一張專輯『Stare At』約四年的第三張原創專輯。
- 収録以R&B樂風走紅的熱門單曲「楽園」、「why」，以及兩首c/w曲「affair」、「wonderful world」。
- 1998年単曲「Love Love Love」當中含有濃厚對歌唱的信念，而収録於專輯裡。[1]
- 平井堅個人的第一張百萬專輯。

## 單曲銷量
- 楽園：ORICON最高第7名。銷量約53.8萬張
- why：ORICON最高第8名。銷量約21.1萬張

## 収録曲
1. Introduction -HERE COMES KH-
2. Love Love Love
  - 作詞・作曲：平井堅／編曲：中西康晴
  - TBS電視台「愛のヒナ壇」片頭曲
3. why
  - 作詞：平井堅／作曲：松原憲／編曲：Maestro-T
4. affair
  - 作詞：松井五郎／作曲: 243／編曲: URU
5. the flower is you
  - 作詞：平井堅／作曲：割田康彥／編曲：松原憲
6. Interlude -BRIGHTEN UP-
  - 作曲・編曲：中野雅仁
7. K.O.L
  - 作詞：平井堅／作曲・編曲：村山晋一郎
8. LADYNAPPER
  - 作詞・作曲：平井堅／編曲：中野雅仁
9. Unfit In Love
  - 作詞：井邊清、平井堅／作曲：平井堅／編曲：久保田利伸、柿崎洋一郎
10. wonderful world
  - 作詞：藤林聖子／作曲・編曲：中野雅仁
11. Interlude -TURN OFF THE LIGHTS-
  - 作曲・編曲：中野雅仁
12. 楽園
  - 作詞：阿閉真琴／作曲・編曲：中野雅仁
13. アオイトリ
  - 作詞：平井堅／作曲：西賢二／編曲：中野雅仁
14. The Changing Same -変わりゆく変わらないもの-
  - 作詞：平井堅／作曲・編曲：中野雅仁